# Hanoi University of Industry
Hanoi University of Industry (abbreviato come Haui; vietnamita: Trường Đại học Công nghiệp Hà Nội, "Hanoi University of Industry (Haui)"), fondato 10 agosto 1898, è il primo e più grande politecnico in Vietnam.

## Storia
La Hanoi Vocational School è stata fondata il 10 agosto 1898, su decisione della Camera di Commercio di Hanoi. Venne quindi ribattezzata Scuola di Tecnologia Pratica di Hanoi nel 1931. Nel 1955 venne rinominata Scuola superiore Tecnica Numero 1, con sede su Quang Trung. Dal 1962 divenne una istituzione di livello universitario, cambiando nuovamente nome e diventando la Scuola superiore di ingegneria elettronica, diventando poi Scuola superiore Meccanica Numero 1 nel 1966. Nel 1993 riprese il precedente nome di Scuola di Tecnologia Pratica di Hanoi. Durante la guerra del Vietnam la scuola venne trasferita nella provincia di Vinh Phuc.
Nel 1997, su decisione del Ministero dell'industria la scuola venne unita alla Scuola di addestramento per lavoratori tecnici Numero 1, erede della scuola industriale fondata ad Hai Phong nel 1913 durante il periodo coloniale francese. La nuova istituzione venne ribattezzata Scuola superiore industriale Numero 1, rinominata Collegio Industriale di Hanoi nel 1999. Il 2 dicembre 2005, il Collegio Industriale di Hanoi ha cambiato nome in seguito al decreto 315/2005 QD-TTG del Primo ministro diventando la Hanoi University of Industry.